# Regen (Germania)
Regen (in bavarese Reng, in ceco Řezen) è un comune tedesco di 11009 abitanti, situato nel land della Baviera.